# Oecomys rutilus
Oecomys rutilus är en däggdjursart som beskrevs av Anthony 1921. Oecomys rutilus ingår i släktet Oecomys och familjen hamsterartade gnagare. IUCN kategoriserar arten globalt som livskraftig. Inga underarter finns listade i Catalogue of Life.
Denna gnagare förekommer i regionen Guyana och i angränsande områden av norra Brasilien fram till Amazonfloden. Habitatet utgörs av skogar.